# Paige van der Westhuizen
Pour les articles homonymes, voir van der Westhuizen.
Paige van der Westhuizen, née le 23 avril 2003, est une nageuse zimbabwéenne.

## Carrière
Paige van der Westhuizen est médaillée de bronze du relais 4 × 100 mètres nage libre avec Donata Katai, Mikayla Makwabarara et Vhenekai Dhemba aux Jeux africains de 2023 à Accra.
Elle est nommée porte-drapeau de la délégation du Zimbabwe aux Jeux olympiques d'été de 2024 à Paris en compagnie de l'athlète Makanakaishe Charamba (en) ; elle est éliminée en séries du 100 mètres nage libre.